# Yerba Buena (Tucumã)
Yerba Buena é uma cidade da Argentina, capital do departamento de Yerba Buena, província de Tucumã.